# Miguel Ángel Silvestre
Miguel Ángel Silvestre Rambla (Castelló de la Plana; 6 d'abril de 1982) és un actor valencià especialment conegut pel seu paper protagonista com El Duque a la sèrie de televisió Sin tetas no hay paraíso, emesa per Telecinco el 2008.

## Filmografia

### Cinema
| Any  | Pel·lícula                | Detalls                      | Director             | Personatge |
| ---- | ------------------------- | ---------------------------- | -------------------- | ---------- |
| 2008 | Imbroglio nel lenzuolo, L | En filmació                  | Alfonso Arau         | Giocondo   |
| 2008 | Reflections               |                              | Bryan Goeres         | Marco      |
| 2008 | El viaje de Zhao          |                              | Susi Gozalvo         | Martín     |
| 2008 | 3:19                      |                              | Dany Saadia          | Ilan       |
| 2007 | Dolly                     | Curtmetratge/Drama (19 min.) | David Pinillos       | Nacho      |
| 2006 | La distancia              | Thriller                     | Iñaki Dorronso       | Daniel     |
| 2005 | Vida y color              |                              | Santiago Tabernero   | Javi       |
| 2005 | A golpes                  | Comèdia                      | Juan Vicente Córdoba | Yuri       |

### Televisió
| Any       | Títol                              | Personatge                     | Cadena    |
| --------- | ---------------------------------- | ------------------------------ | --------- |
| 2008-2009 | Sin tetas no hay paraíso (Espanya) | El Duque                       | Telecinco |
| 2004-2005 | Motivos personales                 | Nacho                          | Telecinco |
| 2004      | Mis adorables vecinos              | Monitor (personatge capitular) | Antena 3  |
| 2003      | One Piece                          | Chew                           | Telecinco |
| 2003      | One Piece                          | Sr. Primer (Mr. 01)            | Telecinco |

### Teatre
| Any  | Obra                   | Autor          | Director           | Teatre                                | Personatge |
| ---- | ---------------------- | -------------- | ------------------ | ------------------------------------- | ---------- |
| 2004 | Noches de amor efímero | Paloma Pedrero | Eduardo Recabarren | Salas alternativas: Tempo, Descalzas. |            |
| 2003 | Porno                  | Mario Fraty    | Angela Bosch       | Teatre Art en Brut.                   |            |
| 2002 | Verdadero Oeste        | Sam Shepard    | Luis Guilera       | Teatre Raval de Castelló              |            |

## Premis
2006
- Premi al Millor actor revelació a Toulouse Cinespaña per "La distancia". 2008
- Premi Pètal al Millor actor per " Sin tetas no hay paraíso".
- Premi Especial V&T a l'Home de l'any als Premis Pètal.
- Bíznaga de Plata al Millor actor a la secció Zonacine al Festival de Cinema Espanyol de Màlaga per "Zhao".
- Camaleó d'Honor a la categoria de Premi revelació al Festival de cinema i televisió d'Islantilla per " Sin tetas no hay paraíso".
- Palmera d'Or Millor interpretació masculina a la Mostra de València per "3:19".
- Premi Ondas a la Millor interpretació masculina de ficció nacional per " Sin tetas no hay paraíso".

2009
- Premi de la Unió d'Actors al Millor actor revelació per " Sin tetas no hay paraíso".
- Premi Fotogramas de Plata al Millor actor de sèrie per " Sin tetas no hay paraíso".
- Premi Fotogramas de Plata a l'Intèrpret més buscat en www.fotogramas.es.